# Ghansor
Ghansor é uma vila no distrito de Seoni, no estado indiano de Madhya Pradesh.

## Geografia
Ghansor está localizada a 22° 39′ N, 79° 57′ L. Tem uma altitude média de 582 metros (1909 pés).

## Demografia
Segundo o censo de 2001, Ghansor tinha uma população de 6 130 habitantes. Os indivíduos do sexo masculino constituem 53% da população e os do sexo feminino 47%. Ghansor tem uma taxa de literacia de 70%, superior à média nacional de 59,5%: a literacia no sexo masculino é de 76% e no sexo feminino é de 64%. Em Ghansor, 15% da população está abaixo dos 6 anos de idade.